# Krut (kníže)
Krut také Kruk či Cruco (? - 1105) byl od roku 1066 obodritský kníže ze slovanského kmene Rujánů. Byl synem Grina.

## Budivoj a dobytí Nordanbingie
Po zabití obodritského knížete Gotšalka, který během své vlády prosazoval na území obodritského kmenového svazu křesťanství a po vypuzení jeho syna Budivoje obodritskými pohanskými předáky, byl roku 1066 na trůn povolán Krut z kmene Rujánů (Ránů). Budivoj se sice pokoušel, od roku 1066 až do své smrti, získat knížecí trůn za pomoci Bardů a saského vévody Ordulfa, avšak bezúspěšně. Během svého posledního tažení roku 1074 či 1075 byl na hradě Plunu obležen Krutovým vojskem. Po vyjednání svého propuštění však byl obviněn jakousi ženou ze znásilnění a v odvetě za tento čin byl i s členy své družiny zabit. Po smrti Budivoje zahájil mocnou ofenzívu proti sousední Nordalbingii a přinutil Holsaty, Sturmary a Ditmarsy, kteří ji obývali, platit tribut. Po dobu více než třiceti let se mu dařilo zachovat nezávislost obodritského státu.

## Jindřich a Krutova smrt
Až do devadesátých let 11. století žil Gotšalkův mladší syn v Dánsku, kam odešel po smrti otce z důvodu spříznění s dánskými králi. Když zestárl, začal Jindřich uvažovat o získání obodritského knížecího stolce. Obsadil Starhrad v zemi Vagrů a začal plenit přímoří. Krut se ho snažil usmířit obdarováním několika vesnicemi a ploňským hradem. Krutova mladá manželka Slavina navázala s Jindřichem blízký vztah a povzbuzovala ho k převzetí moci. Roku 1105 na jedné společné hostině byl Krut, zmožený pitím, na příkaz Jindřicha setnut jedním Dánem z Jindřichovy družiny. Jindřich si pak zval Slavinu za ženu a získal i knížecí stolec.